# Quinn Simmons
Quinn Simmons (ur. 8 maja 2001 w Durango) – amerykański kolarz szosowy.

## Osiągnięcia
Opracowano na podstawie:

2018
- 3. miejsce w Gent-Wevelgem/Grote Prijs A. Noyelle-Ieper
- 1. miejsce w klasyfikacji punktowej Saarland Trofeo
  - 1. miejsce na 4. etapie
- 1. miejsce w mistrzostwach Stanów Zjednoczonych juniorów (start wspólny)
- 1. miejsce w klasyfikacji górskiej Ronde des Vallées

2019
- 1. miejsce w Gent-Wevelgem/Grote Prijs A. Noyelle-Ieper
- 1. miejsce w SPIE Internationale Juniorendriedaagse
  - 1. miejsce w klasyfikacji punktowej
  - 1. miejsce na 1., 2. i 4. etapie
- 1. miejsce w klasyfikacji punktowej Tour du Pays de Vaud
  - 1. miejsce na etapie 2b
- 1. miejsce w mistrzostwach Stanów Zjednoczonych juniorów (start wspólny)
- 1. miejsce w Grand Prix Rüebliland
  - 1. miejsce na etapach 2b i 3.
- 1. miejsce w Keizer der Juniores
  - 1. miejsce w klasyfikacji górskiej
  - 1. miejsce na etapie 2a
- 1. miejsce w mistrzostwach świata juniorów (start wspólny)

2020
- 2. miejsce w Tour de Hongrie

2021
- 1. miejsce w Tour de Wallonie
  - 1. miejsce w klasyfikacji młodzieżowej
  - 1. miejsce na 3. etapie

2022
- 1. miejsce w klasyfikacji górskiej Tirreno-Adriático
- 1. miejsce w klasyfikacji górskiej Tour de Suisse

2023
- 1. miejsce na 3. etapie Vuelta a San Juan

## Rankingi
| Rok              | 2020 | 2021 | 2022 | 2023 | 2024 |
| ---------------- | ---- | ---- | ---- | ---- | ---- |
| World Ranking    | 155. | 218. | 477. | 317. | 251. |
| UCI America Tour | 14.  | 17.  | 38.  | 28.  | 29.  |
|                  |      |      |      |      |      |
| Źródło: UCI      |      |      |      |      |      |